# Mala Draguša
Mala Draguša (en serbe cyrillique : Мала Драгуша) est un village de Serbie situé dans la municipalité de Blace, district de Toplica. Au recensement de 2011, il comptait 154 habitants.

## Démographie
| 1948 | 1953 | 1961 | 1971 | 1981 | 1991 | 2002 | 2011 |
| ---- | ---- | ---- | ---- | ---- | ---- | ---- | ---- |
| 420  | 430  | 322  | 299  | 243  | 201  | 157  | 154  |

|  |